# SN 1997bh
SN 1997bh – supernowa typu Ia odkryta 8 marca 1997 roku w galaktyce A134435-0019. W momencie odkrycia miała maksymalną jasność 22,30m.